# Kishs internationella flygplats
Kishs internationella flygplats (persiska: فرودگاه بین‌المللی کیش, Forudgah-e binalmilli-ye Kish) är en flygplats i Iran. Den ligger på ön Kish i provinsen Hormozgan. Flygplatsen ligger 30 meter över havet.